# Mauricio Bonnett
Mauricio Bonnett (1961-) es un escritor, guionista y director de cine colombiano.

## Novelas
Su primera novela, La mujer en el umbral, que tuvo una excelente recepción crítica, fue descrita por Mario Vargas Llosa (Premio Nobel de Literatura 2010) como “Una novela sutil, inteligente, de un humor cáustico, que explora con acierto el mundo de la infancia y del sexo” y por Alonso Cueto (Premio Herralde de Literatura) como una novela con “una prosa desenvuelta y a la vez expresiva, que me impresionó. Es una maravillosa experiencia para un lector.”
Su segunda novela, El triunfo de la muerte, que fue publicada en octubre de 2010 ya ha cosechado excelentes reseñas: “no me cabe duda de que Bonnett es uno de los escritores a los que habría que tener en cuenta a la hora de hablar de nuestra literatura contemporánea” (El Espectador); “una historia de muerte, neurosis, soledad y expiación compuesta con ritmo, pulso firme y economía de recursos” (Revista Arcadia); “se nota el cuidado a la hora de escoger las palabras para que, como ocurre en el buen cine, parezca que no sobra ni falta nada”, (Revista Credencial); y “(Mauricio Bonnett) utiliza con astucia de gran narrador elementos triviales y juegos sorprendentes para urdir la trampa que como tela de araña atrapa al lector incauto y desprevenido… seducido por la musicalidad de las frases y el rigor con que está escrita su prosa” (Revista Número).
En marzo del 2015 publicó una nueva novela, Cinco versiones de Adriano, en el sello Penguin Random House, que también reeditó sus novelas anteriores.

## Documentales
En el campo del documental sus proyectos incluyen El paraíso en la otra esquina, en el que siguió a Mario Vargas Llosa durante la investigación de su novela homónima basada en las vidas de Paul Gauguin y Flora Tristán; y Mario Vargas Llosa, la biografía, un largometraje sobre la vida y obra del gran escritor peruano.

## Además
Bonnett ha sido presidente del Jurado Oficial de Documentales de los festivales de La Habana y Lima, y miembro en numerosas ocasiones del jurado de guiones y/o producción de Proimágenes Colombia. También fue miembro del jurado de selección para el VI Encuentro Internacional de Productores durante el Festival de Cine de Cartagena y ha participado como tutor en el Laboratorio Novas Historias en São Pablo, Brasil. Su trabajo como consultor y editor de guiones es altamente valorado en España, América Latina y en el Reino Unido, y es Consejero Experto para el programa MEDIA de la Comunidad Europea.
Sus programas radiofónicos han sido transmitidos en Radio 4 y Radio 3 de la BBC de Londres, y sus ensayos sobre arte y literatura han aparecido en diversos periódicos y revistas especializadas.

## Obra

### Novelas
- 2015 - Cinco versiones de Adriano - Editorial Penguin Random House. http://www.silviabastos.com/cinco-versiones-de-adriano/
- 2015 - La mujer en el umbral - Editorial Penguin Random House.
- 2014 - El triunfo de la muerte - Editorial Penguin Random House. http://www.silviabastos.com/debolsillo-reedita-el-triunfo-de-la-muerte-de-mauricio-bonnett/
- 2010 - El triunfo de la muerte - Editorial Norma. http://www.silviabastos.com/el-triunfo-de-la-muerte/
- 2006 - La mujer en el umbral - Editorial Alfaguara. http://www.silviabastos.com/la-mujer-en-el-umbral/
- 2003 - Las fotos del paraíso (texto explicativo) - Editorial Alfaguara.

### Documentales
- 2010 al 2015 - BOOM (en desarrollo), Reino Unido / España / Brasil - Guionista/Director.
- 2003 al 2004 - Mario Vargas Llosa, la biografía, España (Canal+) / Brasil (Polo de Imagem) - Guionista/Director.
- 2001 - Los hijos del sol, Estados Unidos (Discovery Latin America) / Brasil (Polo de Imagem) - Guionista.
- 1995 al 1996 - La Catrina, Estados Unidos / Inglaterra - Director de la versión Británica.

### Guiones de radio
- 1997 al 2000 - Guionista de la serie “Books Abroad”. BBC, Radio 3.
- 1996 - Guionista de “The Ballad of the Sad Café”, una serie documental sobre las comunidades de inmigrantes en Londres. BBC, Radio 4.
- 1990 al 1993 - Escritor y presentador de “Pulsando las Noticias” transmitido a través de toda América Latina y los Estados Unidos. Oficina Central de Información, Inglaterra.

### Cortometrajes
- 1989 - Preludio. Drama, 16mm. Inglaterra. Guionista.
- 1988 - Desnudo reclinado. Drama, 35mm. Inglaterra. Guionista/Director.
- 1987 - Los Mármoles de Elgin. Documental, 16mm. Inglaterra. Guionista/Director.
- 1987 - Through the Glass Darkly. Drama, 16mm. Inglaterra. Guionista/Director.